# Назрањ
Назрањ (рус. Назрань) град је у Русији у републици Ингушетија. Према попису становништва из 2010. у граду је живело 93.357 становника. Статус града је стекао 1967. Одвајањем Ингушетије од Чеченије, постао је главни град Ингушетије. Тај статус је имао од 1992. до 2002. године, када га је заменио новоизграђени град Магас.

## Становништво
Према прелиминарним подацима са пописа, у граду је 2010. живело 93.357 становника, 31.709 (25,35%) мање него 2002.
| 1939. | 1959. | 1970.  | 1979.  | 1989.  | 2002.   | 2010.  |
| ----- | ----- | ------ | ------ | ------ | ------- | ------ |
| 2.838 | 5.703 | 12.894 | 14.945 | 18.246 | 125.066 | 93.335 |